# Кукловод: Самый маленький рейх
Кукловод: Самый маленький рейх (англ. Puppet Master: The Littlest Reich) — фильм ужасов 2018 года. Фильм является ремейком фильма «Повелитель кукол» 1989 года и 12-й частью этой франшизы. Картина снята по сценарию С. Крейга Залера шведскими режиссёрами Сонни Лагуной и Томмю Виклундом. Съёмки фильма стартовали в апреле 2017 года в Далласе. Композитором фильма стал Фабио Фрицци. По данным 2018 года в США фильм собрал с продаж на DVD 745 тысяч долларов.

## Сюжет
Эдгар Истон, переживший развод, приезжает в родительский дом, где в шкафу находит куклу. Вскоре он собирается продать её на аукционе, который должен состояться в годовщину убийства Андре Тулона — нациста-маньяка, изготавливавшего куклы. Аукцион запланировано провести в отеле. Туда съезжаются другие владельцы кукол, подобной той, что нашёл Эдгар Истон. В отеле куклы оживают и начинают убивать приехавших постояльцев. 

## В ролях
- Томас Леннон — Эдгар Истон
- Дженни Пеллисер — Эшли
- Удо Кир — Андре Тулон[3]
- Нельсон Франклин — Марковиц
- Майкл Паре — детектив Браун
- Шарлин Йи
- Барбара Крэмптон
- Алекс Бе
- Маттиас Хьюз

## Критика
The Hollywood Reporter назвал фильм настолько нарочито провокационным, насколько это может предполагать название картины, и многие сочтут его оскорбительным. Издание The Guardian, в свою очередь, не оценило оригинальность фильма, отметив игру актёрского состава. В материале Los Angeles Times также отмечена игра актёров, а также энергичные диалоги и анимация. Сама картина названа «хорошим ужасным развлечением».     

## Награды
В 2019 году фильм был удостоен гран-при на кинофестивале в Жерармере.